# Miltitz (Leipzig)
Miltitz ist ein Ortsteil im Stadtbezirk West von Leipzig.

## Lage
Miltitz liegt am westlichen Stadtrand von Leipzig und grenzt an die Gemeinde Markranstädt im Landkreis Leipzig.

## Geschichte

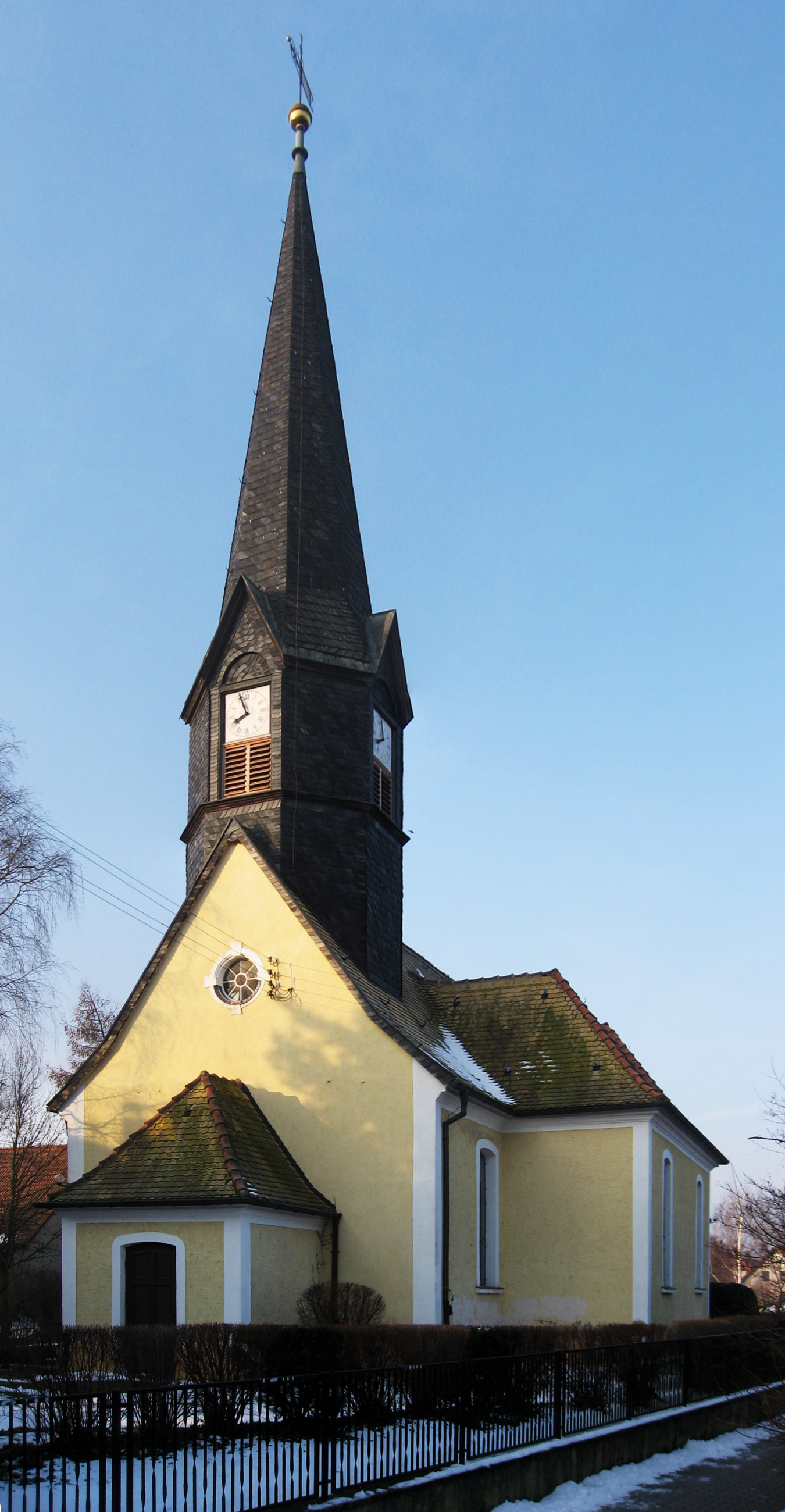
Kirche

Bis zur Vereinigung im Jahr 1934 waren Groß- und Kleinmiltitz eigenständige Orte. Verwaltungsmäßig gehörten beide Dörfer bis 1918 zum Kurfürstentum bzw. Königreich Sachsen, danach zum Freistaat Sachsen. Die Verwaltung von Kleinmiltitz erfolgte durch das Gut in Altranstädt, das ursprünglich eine Grangie des Zisterzienserklosters Altzella bei Nossen war. Der Status des Klosterguts mit den zugehörigen Dörfern bestand bis zur Säkularisation des Klosters Altzella im Jahre 1540 durch den sächsischen Herzog Heinrich den Frommen im Zuge der Reformation. Danach kamen die zum Gutsbezirk gehörigen Orte als Exklaven im hochstiftlich-merseburgischen Amt Lützen zum Kreisamt Leipzig. Großmiltitz hingegen stand unter der Verwaltung des Amts Lützen.
Durch die Beschlüsse des Wiener Kongresses wurde der Westteil des Amts Lützen und die zum Kreisamt Leipzig gehörigen Exklave Altranstädt ohne Kleinmiltitz im Jahr 1815 an Preußen abgetreten. Der Ostteil des Amts Lützen mit Großmiltitz blieb beim Königreich Sachsen und wurde dem Kreisamt Leipzig angegliedert, wodurch Groß- und Kleinmiltitz seit 1815 nicht mehr durch eine Grenze getrennt wurden, jedoch nun an der Grenze zu Preußen lagen. Ab 1856 gehörten beide Orte zum Gerichtsamt Markranstädt und ab 1875 zur Amtshauptmannschaft Leipzig.
Die barocke Chorturmkirche wurde 1739 erbaut und 1908 umgebaut. Der Waldfriedhof mit einer Kapelle liegt separat im Westen des Ortsteils. 1901 verlegte die Chemische Fabrik Schimmel & Co., Weltmarktführer bei der Produktion von Duft- und Aromastoffen, ihren Sitz von Leipzig nach Miltitz. An der Hauptstraße, der jetzigen Geschwister-Scholl-Straße, entstanden repräsentative Bauten.
Die Gemeinde Miltitz entstand am 3. Januar 1934 durch Eingemeindung der Gemeinde Großmiltitz (634 Einwohner) in die benachbarte Gemeinde Kleinmiltitz (990 Einwohner) und Umbenennung der letzteren in Miltitz. Bei der Kreisreform in der DDR wurde Miltitz im Jahr 1952 dem Kreis Leipzig-Land im Bezirk Leipzig zugeteilt, der 1994 zum Landkreis Leipziger Land kam.
Im Süden grenzt der Kulkwitzer See, ein Tagebaurestloch, an Miltitz, der 1973 als Naherholungsgebiet freigegeben wurde. Im Dezember 1979 wurde ein großer Teil der Gemarkung Großmiltitz (163,76 ha, unter anderem auch die Kirschbergsiedlung) in die Stadt Leipzig eingemeindet (und später in die Gemarkung Schönau umgeflurt), um diese Fläche mit dem Wohnkomplex 7 und dem Nordteil des Wohnkomplexes 8 des Neubaugebiets Grünau zu bebauen.
Im September 1984 wurde die Gemeinde Miltitz an das Straßenbahnnetz der Stadt Leipzig angeschlossen.

## Bevölkerung
| Jahr | Einwohner |
| ---- | --------- |
| 2000 | 2.015     |
| 2005 | 2.050     |
| 2010 | 1.939     |
| 2015 | 1.878     |
| 2020 | 1.922     |
| 2024 | 1.850     |

Stand: 31.12. des jeweiligen Jahres

## Politik
Bei den Wahlen zum Sächsischen Landtag gehört Miltitz zum Wahlkreis Leipzig 5, bei Bundestagswahlen zum Bundestagswahlkreis Leipzig II (Wahlkreis 153).
Bei Kommunalwahlen besteht nicht nur Stimmrecht für den Leipziger Stadtrat, sondern auch für den Ortschaftsrat Miltitz. Zusammen mit der Wahl der Stadträte findet in den Ortschaften alle fünf Jahre die Wahl der Mitglieder der Ortschaftsräte statt. Der Vorsitzende wird als Ortsvorsteher von den Mitgliedern des Ortschaftsrates gewählt.
Die Bundestagswahl 2021 führte bei einer Wahlbeteiligung von 81,6 % zu folgendem Zweitstimmenergebnis:
| Partei                | Miltitz | Stadt Leipzig |
| --------------------- | ------- | ------------- |
| SPD                   | 24,4 %  | 20,9 %        |
| AfD                   | 21,8 %  | 13,3 %        |
| CDU                   | 17,3 %  | 14,0 %        |
| FDP                   | 13,0 %  | 10,1 %        |
| Die Linke             | 08,8 %  | 13,7 %        |
| Bündnis 90/Die Grünen | 08,3 %  | 18,5 %        |
| Sonstige              | 06,4 %  | 09,5 %        |

## Sehenswürdigkeiten

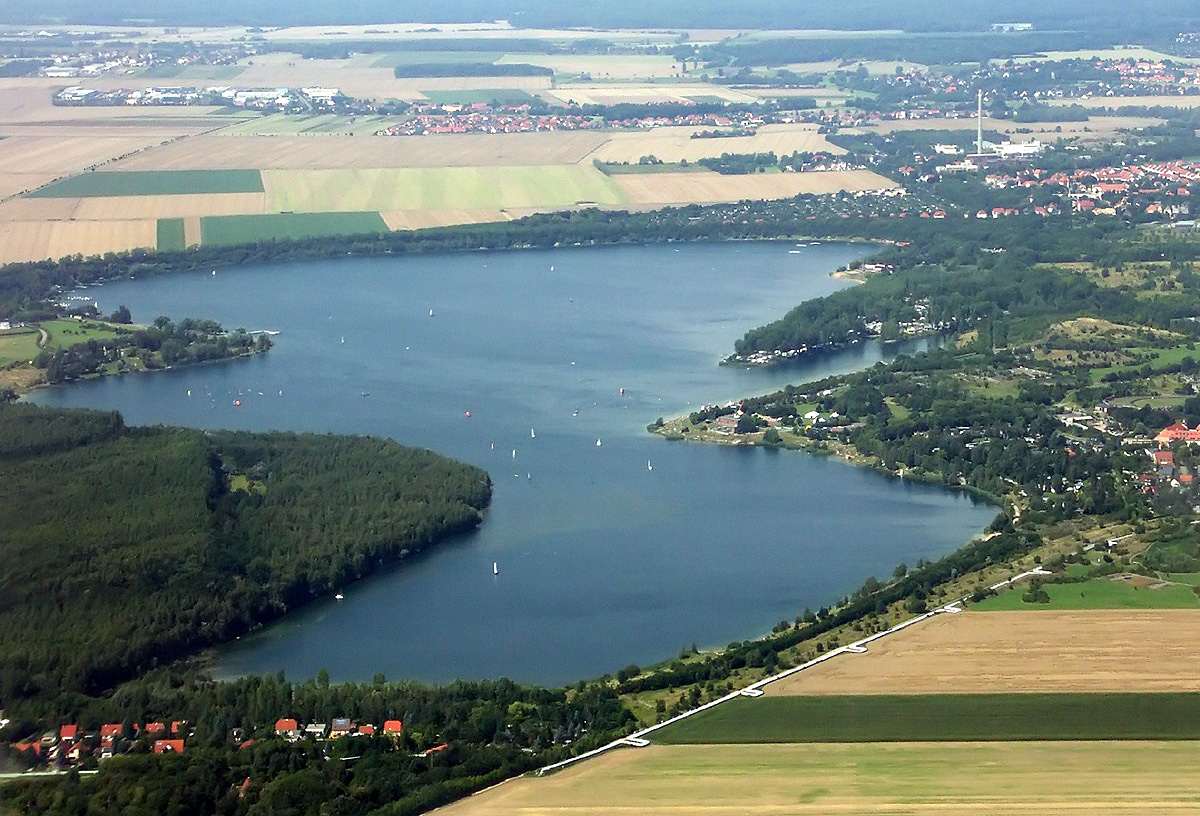
Kulkwitzer See mit Miltitz am Nordufer
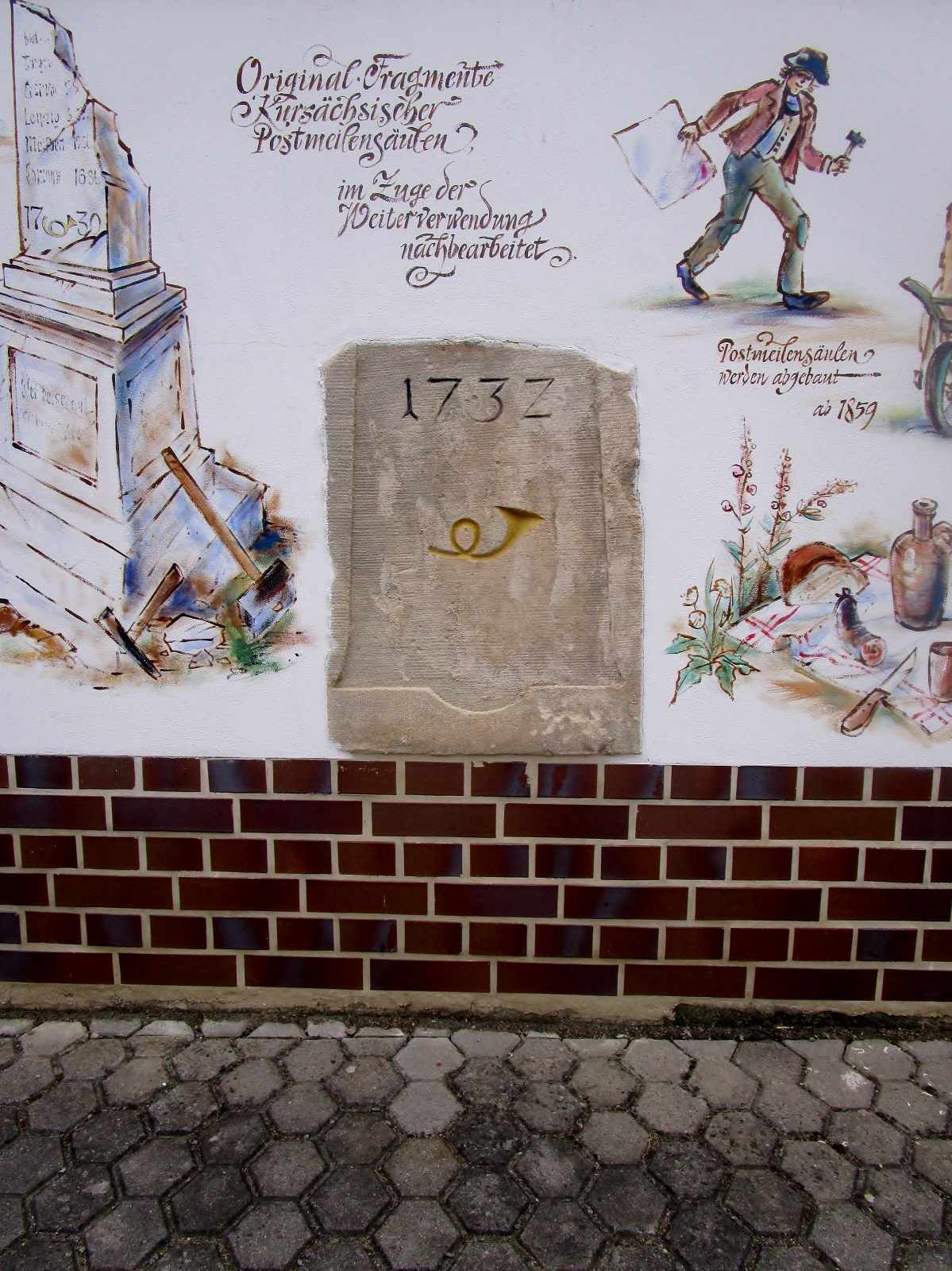
Fragment aus sächsischer Postmeilensäule (1732)
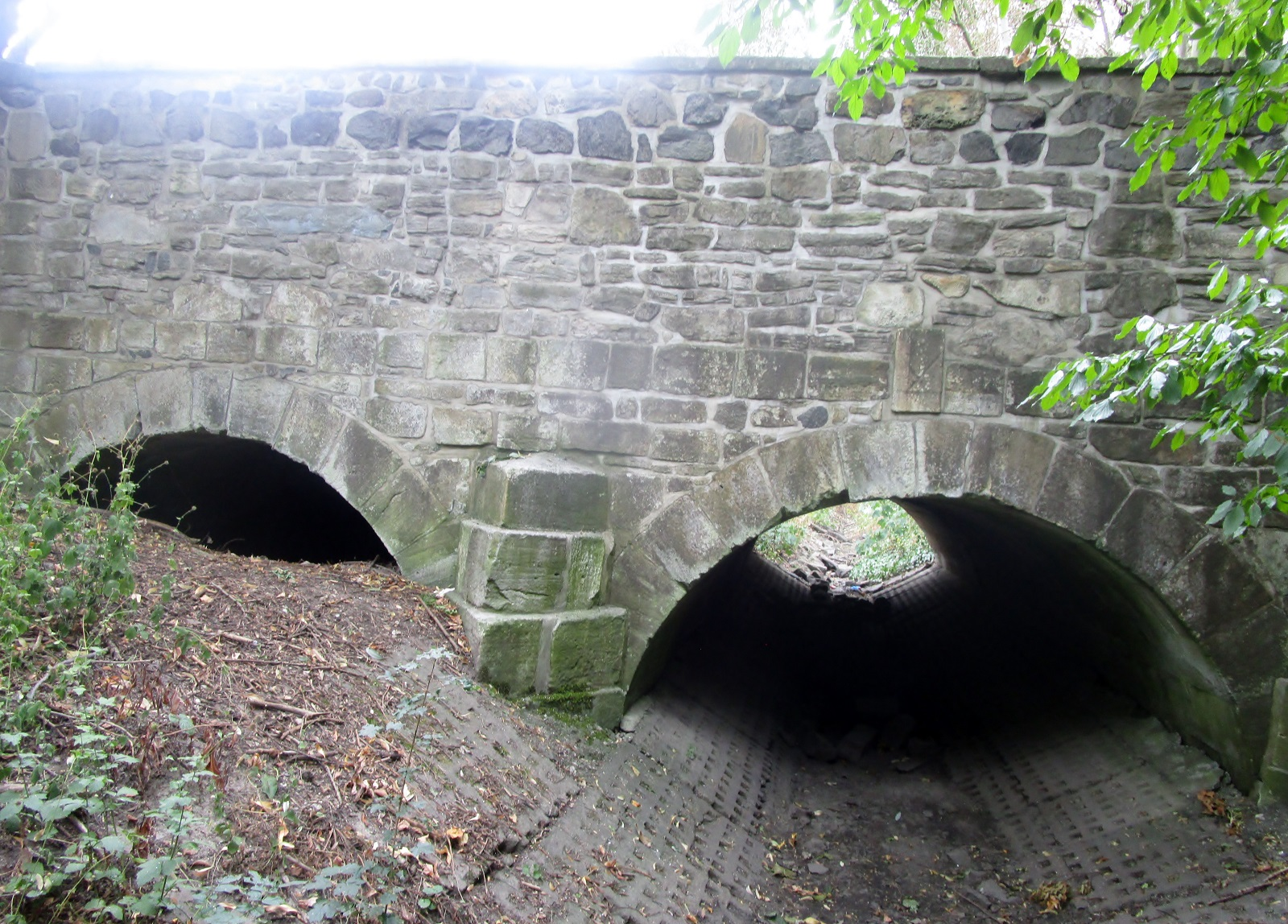
Brücke über den Zschampert (1793)
Chemische Fabrik Schimmel & Co. (Aufnahme nach 1900)
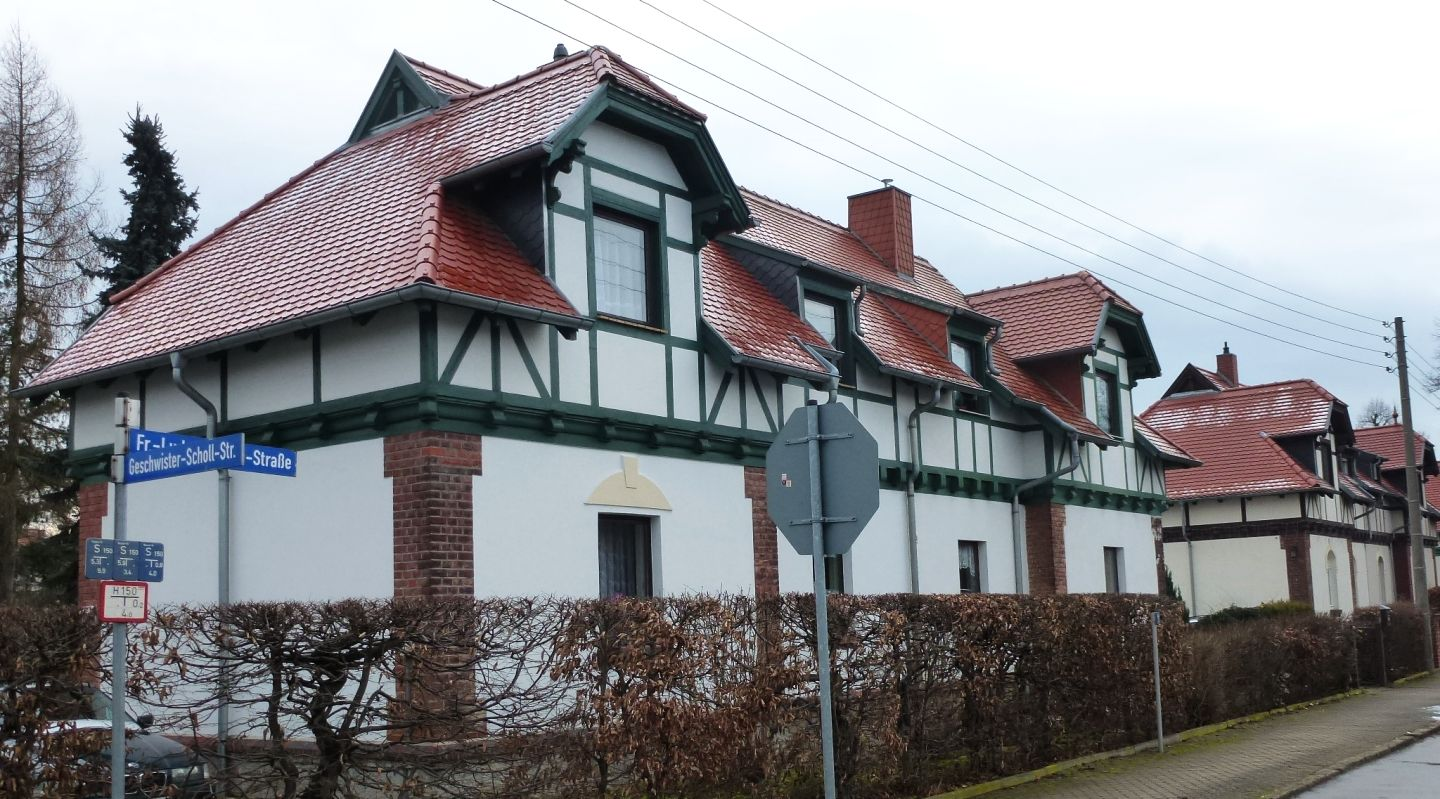
Arbeitersiedlung Schimmel & Co., Friedrich-Ludwig-Jahn-Straße
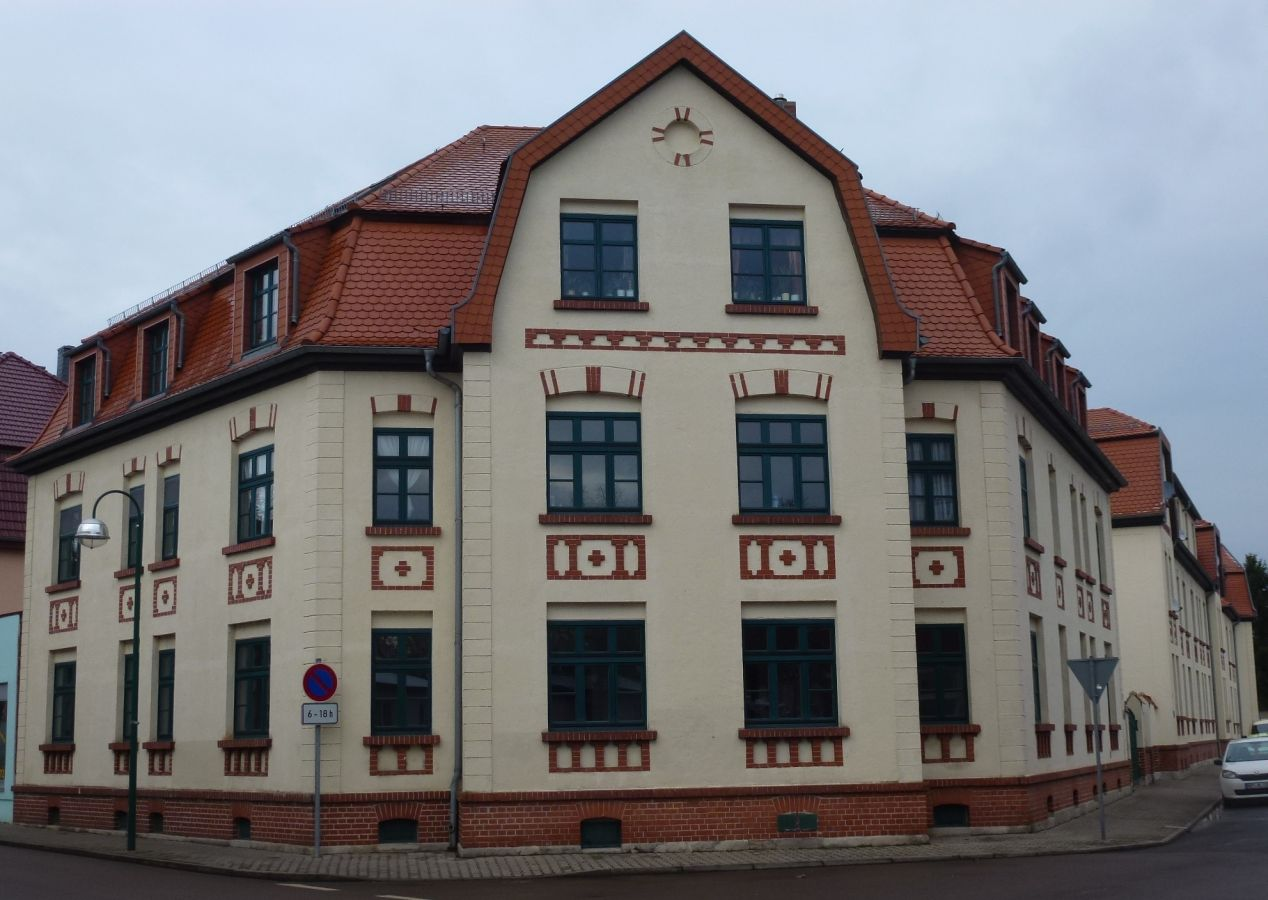
Arbeitersiedlung, Triftstraße
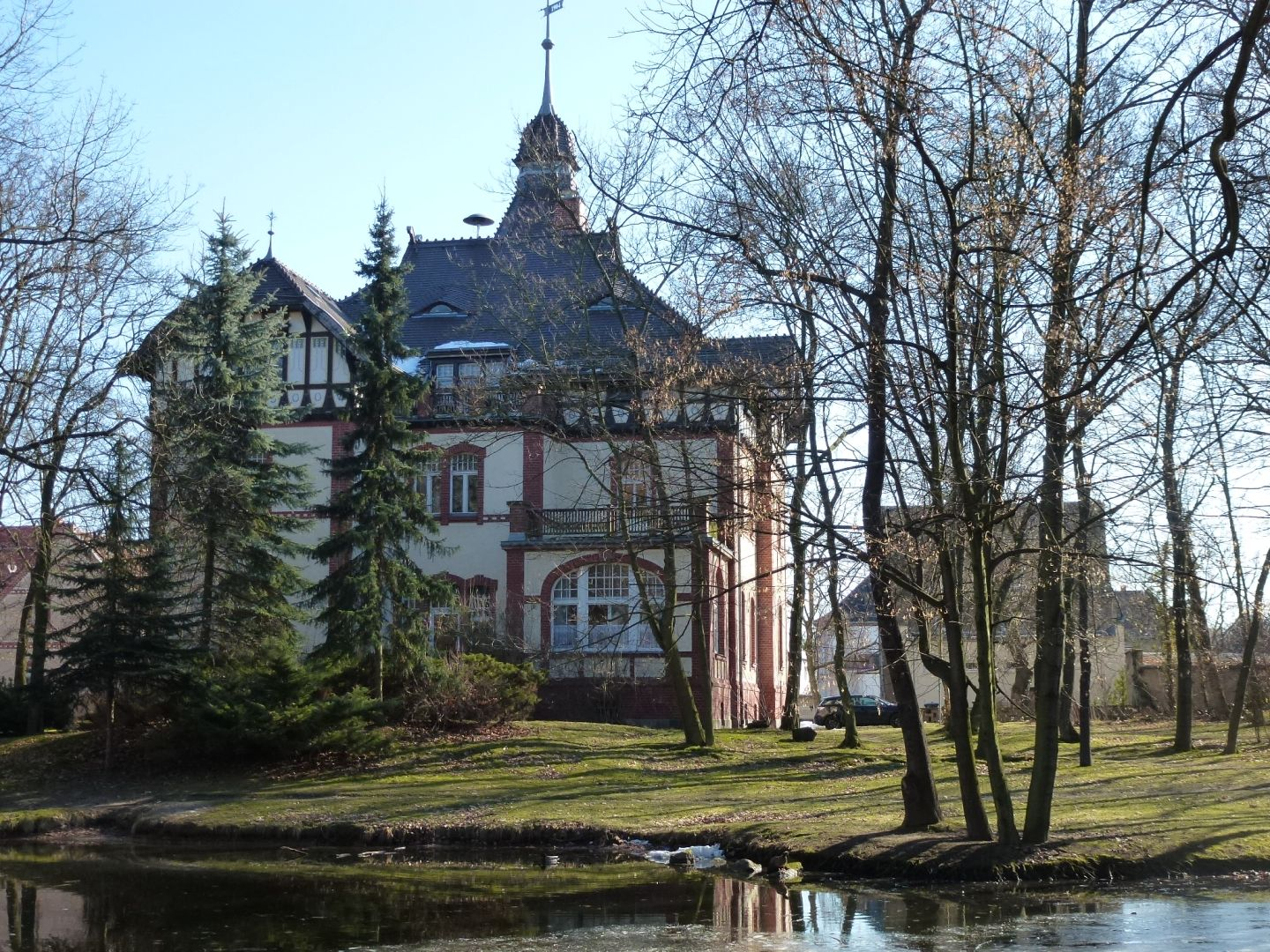
Villa Geschwister-Scholl-Straße 5
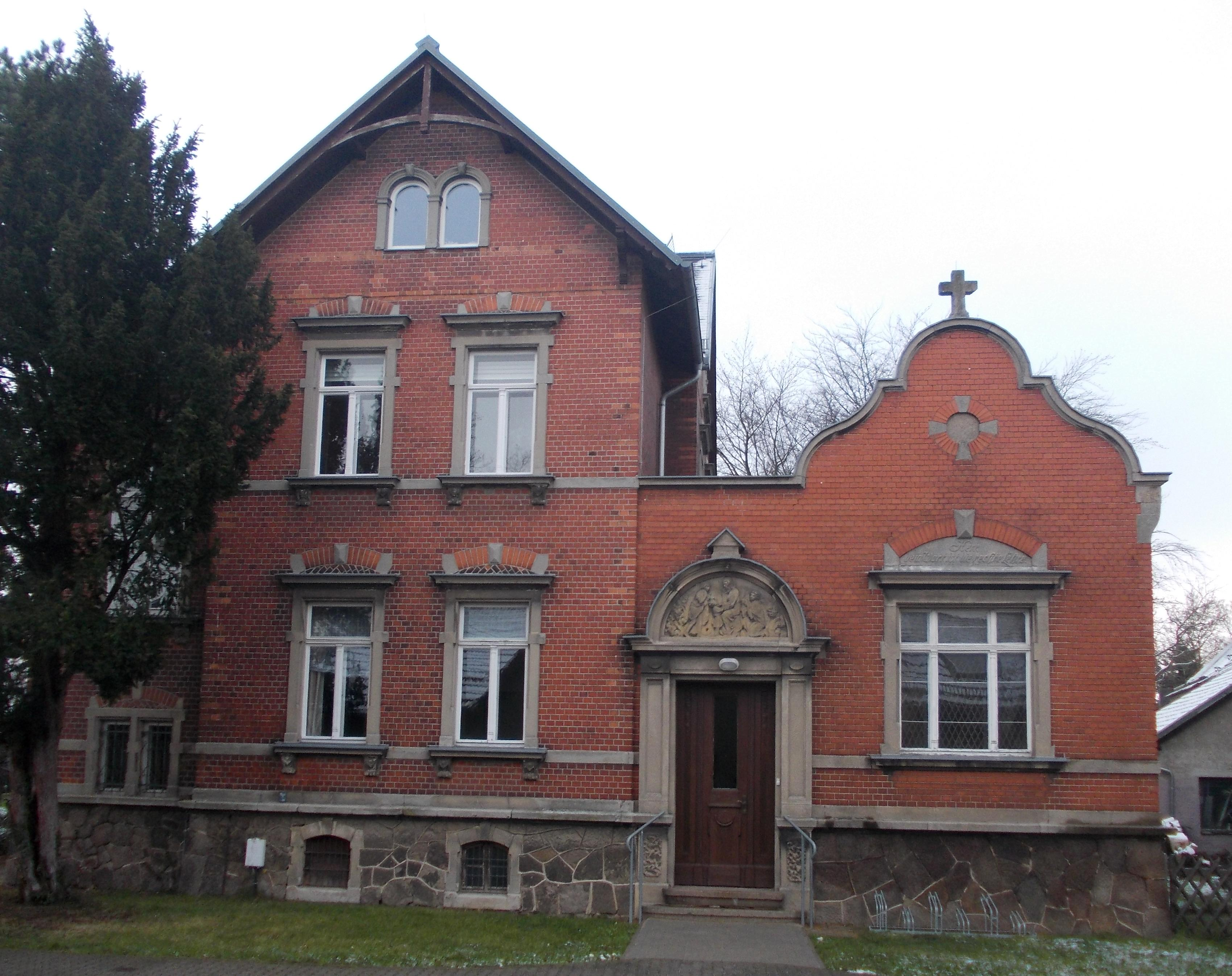
Gemeindehaus
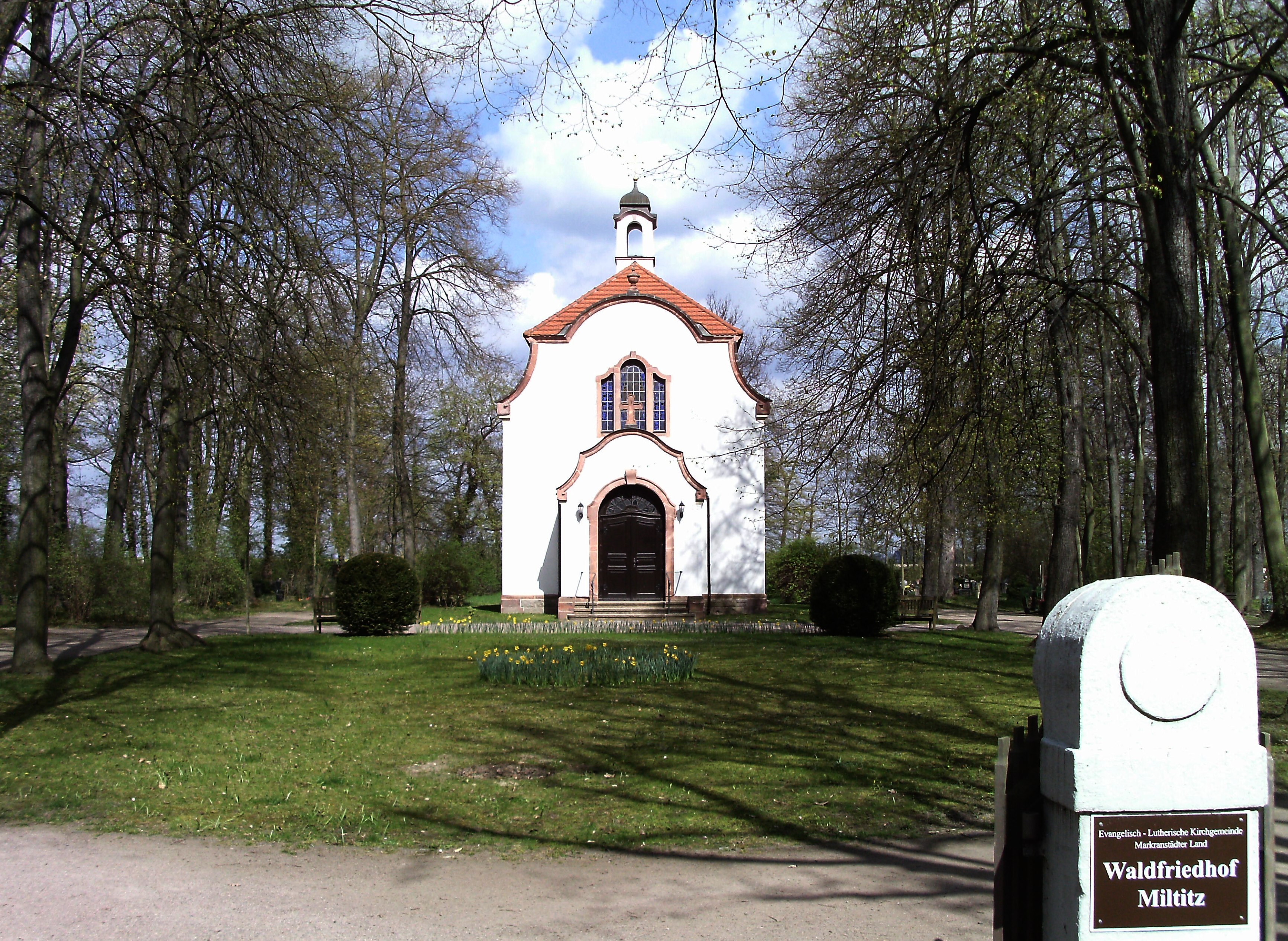
Waldfriedhof

## Wirtschaft und Infrastruktur

### Wirtschaft
Das US-amerikanische Unternehmen Bell Flavors & Fragrances übernahm 1993 von der Treuhandanstalt mit dem VEB Chemisches Werk Miltitz das ehemalige Stammwerk von Schimmel & Co. Nach einer wechselhaften Geschichte wurde die Produktion der Duft- und Aromastoffe vom selbständigen deutschen Schwesterunternehmen, der inhabergeführten Bell Flavors & Fragrances GmbH mit Sitz in Leipzig-Miltitz, fortgeführt. Dabei konnte es an die langjährige Kooperation des VEB Chemisches Werk Miltitz mit vietnamesischen Partnern anknüpfen und sie weiter ausbauen. So liefert Bell heute auch an vietnamesische Hersteller von Lebensmitteln, Getränken sowie Produkten der Haushalts- und Körperpflege.

### Verkehr
In Miltitz befindet sich ein Haltepunkt (ehemals Bahnhof) an der Bahnstrecke Leipzig–Großkorbetha. Eine schnelle Verbindung ins Zentrum der Stadt Leipzig hat man mit der RB20 (Eisenach–Leipzig) bis zum Hauptbahnhof (im Stundentakt, 15–17 Minuten Fahrzeit) oder mit der Straßenbahnlinie 15 (im 10-Minuten-Takt, 30 Minuten Fahrzeit).
Die Buslinie 65 verkehrt von Markranstädt durch Miltitz nach Leipzig-Großzschocher (im 10-Minuten-Takt) bzw. am Cospudener See vorbei nach Markkleeberg (im 20-Minuten-Takt).
Unmittelbar südlich des Ortes verläuft die Bundesstraße 87 von Leipzig nach Markranstädt. Die nächsten Autobahnauffahrten befinden sich ca. 9 km entfernt im Nordwesten bzw. 12 km im Südwesten auf die A 9 sowie 14 km im Südwesten bzw. 8 km im Süden auf die A 38.

## Sport
Der Allgemeine Turnerverein zu Groß- und Kleinmiltitz wurde im September 1894 gründet. Im März 1924, nachdem das Vereinsleben etwas zum Stillstand gekommen war, wurde der Allgemeine Turnverein zu Miltitz ins Vereinsregister eingetragen und damit wieder zum Leben erweckt. Nach 1945 wechselte der Verein noch zweimal seinen Namen. Seit 1952 nannte er sich dann BSG Chemie Miltitz. Die gesamte BSG-Arbeit erfuhr bis 1989 Unterstützung durch das Chemische Werk Miltitz. Jetzt trägt der Verein den Namen SV Grün-Weiß Miltitz.

## Persönlichkeiten
- Alexander Reichert (1859–1939), Zoologe, in der Firma Schimmel & Co. in Miltitz tätig
- Eduard Gildemeister (1860–1938), Chemiker, in der Firma Schimmel & Co. in Miltitz tätig
- Karl August Fritzsche (1871–1944), Fabrikant, in der Firma Schimmel & Co. in Miltitz tätig
- Frank Rochussen (1873–1955), Chemiker, in der Firma Schimmel & Co. in Miltitz tätig
- Eberhard Brauer (1875–1958), Chemiker, in der Firma Schimmel & Co. in Miltitz tätig
- Harry Schmidt (1897–1980), Chemiker, in der Firma Schimmel & Co. in Miltitz tät
- Karl Leuteritz (1922–2010), Diplomat, in Miltitz geboren
- Günther Ohloff (1924–2005), Chemiker, in der Firma Schimmel & Co. in Miltitz tätig
- Heinz Grünert (1927–2010), Prähistoriker, in Miltitz geboren